# Die Priesterin von Avalon
Die Priesterin von Avalon ist ein Fantasy-Roman von Marion Zimmer Bradley aus dem Jahr 2001, sein englischer Originaltitel lautet Priestess of Avalon (2000). Der Roman ist einer von mehreren Vorgeschichten des Bestsellers Die Nebel von Avalon, in dem die Artus-Sage nacherzählt wird. Der Roman wurde von Diana L. Paxson beendet, da Marion Zimmer Bradley vorher starb. 

## Thema
Mehr als in den anderen Romanen beschäftigen sich die Autorinnen mit den Unterschieden und Gemeinsamkeiten zwischen alter heidnischer und neuer christlicher Religion. Sie zeigen deren Stärken und Schwächen auf, letztendlich auch die Verantwortung des Menschen gegenüber dem, was sie glauben wollen.

## Handlung
Julia Coelia Helena, auch Eilan genannt, ist die Tochter der Hohepriesterin Rian und des römischen Prinzen Coelius. Ihre Mutter stirbt bei ihrer Geburt und  zieht sich dadurch den Hass von deren Schwester und Nachfolgerin Ganeda zu. Da Eilan bei ihrer Geburt durch den Merlin prophezeit wurde, dass sie eines Tages zwei Welten miteinander verbinden soll, wächst sie zunächst im Haushalt ihres Vaters auf, wo sie römische Lebensart und Bildung erfährt, ehe sie als Zehnjährige nach Avalon geschickt wird, um dort ihre Ausbildung zur Priesterin zu beginnen. Ihr Vater schickt sie früher als geplant nach Avalon, als es zu einem kriegerischen Aufstand kommt, um sie dort in Sicherheit zu bringen. Bereits bei ihrer Ankunft in Avalon wird ihr bewusst, dass sie dort eigentlich nicht willkommen ist.
Während des Übergangsrituals, wodurch ihr die innere Wandlung vom Kind in eine junge Frau bestätigt wird, sieht sie in einer Vision die Ankunft eines jungen Mannes voraus, in den sie sich verlieben wird. Nach dem Übergangsritual wird sie zur Priesterin ausgebildet, eine Ausbildung zur Seherin wird ihr aber verwehrt.
Schon bald erweist sie sich als fähige und kluge Schülerin mit großen und weitreichenden Gaben. In ihr schlummert das Potential zur Hohepriesterin, aber diese Berufung hat die derzeitige Hohepriesterin Ganeda für ihre eigene Tochter vorgesehen. 
Als Ganedas Tochter stirbt und ihre Enkelin Dierna als Nachfolgerin bleibt, wird Helena der Umgang mit dieser und ihrer Schwester Becca immer öfter verwehrt. So hört Ganeda auch nicht auf eine Vision Eilans, in der sie sieht, dass Becca im Sumpf ertrinken wird. Doch ihre Vision trifft ein und Dierna ist untröstlich.
Nach einigen Prüfungen wird Helena zur Priesterin geweiht.
Als der Mann tatsächlich erscheint, den sie einige Jahre zuvor in einer Vision vorausgesehen hat, um sich im Zuge der Beltane-Riten mit einer Priesterin zu vereinigen, nimmt Helena heimlich den Platz der ursprünglich dafür vorgesehenen Priesterin ein und schläft mit dem jungen Konstantius und wird so durch ihn geschwängert. Dieser Ungehorsam genügt Ganeda, um das Mädchen für ewig aus Avalon zu verbannen.
Helena verliert das Baby, wird aber erneut schwanger. Da sie nun keine andere Heimat mehr hat, begleitet sie ihren Mann Konstantius nach Rom und bringt dort nicht nur ihren Sohn Konstantin zur Welt, sondern lernt auch die Kraft und Tiefgründigkeit des Christentums kennen. Tief beeindruckt beginnt sie sich von Avalon zu lösen und den neuen Glauben anzunehmen.
Dass Konstantius, um den Titel des Augustus erlangen zu können, eine politische Ehe mit der Stieftochter des Kaisers Maximian eingeht und sich von seiner über alles geliebten Helena trennt, ist erst der Beginn von weiteren Verlusten. Erst bei Konstantius' Tod kehrt Helena zurück an seine Seite und steht ihm bis zuletzt bei. Er stirbt in den Armen seiner großen Liebe, die er nie vergessen hat.
Während ihres Aufenthalts in Britannien sucht sie noch einmal die Insel der Priesterinnen auf, merkt aber auch, das dies nicht mehr ihre Welt ist. Die folgenden Jahre widmet sie sich der Erziehung und Unterstützung ihres Sohnes Konstantin und der Suche nach den Geheimnissen und Grundlagen des christlichen Glaubens, die sie sogar nach Jerusalem führen.
Im Herbst ihres Lebens erkennt sie, was es mit der Prophezeiung bei ihrer Geburt auf sich hat, die schon so lange ihr Leben überschattet.
Inzwischen ist die Hohenpriesterin Ganeda gestorben und Dierna tritt ihre Nachfolge als Hohenpriesterin an.
Ihr Sohn Konstantin wird zum Kaiser ernannt und nimmt Britannien nach der Herrschaft Carausius wieder ein. Helena lebt als Königinmutter am Hof des Kaisers und wird zu einer wichtigen und mächtigen Person in Rom. Da Konstantin das Christentum stark unterstützt, beginnt mit ihm die Übermacht der Christen im ganzen Reich. Seine Mutter, eine Priesterin von Avalon und Tochter der Hohepriesterin, versucht erfolgreich beide Religionen zu vereinen und friedlich nebeneinander leben zu lassen und sie schlägt somit eine Brücke zwischen den Welten, wie ihr bei ihrer Geburt vorausgesagt wurde.
Kurz vor ihrem Tod sucht Helena die Insel Avalon auf, um dort zu sterben.

## Personen
- Helena: Auch Eilan genannt, die Tochter der Hohepriesterin Rian und des römischen Prinzen Coelius. Bei Helenas Geburt prophezeit der Merlin, sie werde am Wendepunkt der Zeiten stehen und das Tor zwischen den Welten aufstoßen. Daher wächst sie zunächst bei ihrem Vater am Hofe des britannischen Adeligen auf. Im Alter von 10 Jahren wird sie nach Avalon geschickt, um dort zur Priesterin ausgebildet zu werden. Sie wird die Mutter des römischen Kaisers Konstantin.
- Hohenpriesterin Ganeda: Die Schwester von Rian, die Tante von Helena und Großmutter von Dierna.
- Julius Coelius: Prinz von Camulodunum, Vater von Helena.
- Rian: Die Mutter von Helena, stirbt bei ihrer Geburt. Sie war die direkte Vorgängerin der derzeitigen Hohenpriesterin Ganeda.
- Kaiser Konstantin:  Der Sohn von Helena und Konstantius, römischer Kaiser 306–337.
- Konstantius Chlorus: Ein römischer Soldat. Er stammt aus gutem römischen Hause, welches allerdings in Rom momentan in Ungnade gefallen ist. Ehemann von Helena und Vater von Konstantin. Um einen höheren Titel erhalten zu können, lässt sich Konstantius Chlorus von Helena scheiden, um die Stieftochter des Kaisers Maximian zu heiraten. Ernennung zum Caesar des Westens und später Augustus 293–306.
- Carausius: Römischer Flottenadmiral, der bei einem schweren Unwetter auf wunderliche Weise durch Dierna gerettet und daraufhin zu ihrem Verbündeten wird. Er wird mit Teleri vermählt und kommt bei schweren Kämpfen nach einem Verrat an die Römer ums Leben. Er wird auf Avalon neben Gawen begraben.
- Kaiser Maximian: Kaiser des Römischen Reichs 286 bis 305.
- Dierna: Helenas Kusine zweiten Grades und Enkelin der Hohenpriesterin Ganeda, direkte Nachfolgerin der Ganeda.

## Komposition und Erzählstil
Diese Erzählung verläuft teilweise parallel zu dem Roman Die Herrin von Avalon und ist die direkte Vorgeschichte zu der Erzählung über die Hohenpriesterin Dierna, gegen Ende gibt es eine Überschneidung. Es handelt sich um eine Ich-Erzählung aus der Sicht von Helena.
Die Erzählung greift auf einen Abschnitt der Geschichte des römischen Reiches zurück.

## Vorbereitung
Bei der Herausarbeitung der historischen Details griff Diana L. Paxson u. a. zu folgenden Quellen: Plantagenet Somerset Fry, Roman Britain; Gibbons Verfall und Untergang des römischen Reiches; Das späte römische Reich von A.H.M. Jones; und Jan Willem Drijvers, Helena Augusta.

## Ausgaben
- Fischer Verlag, Taschenbuch, ISBN 3596153042